# Ernst Pöppel

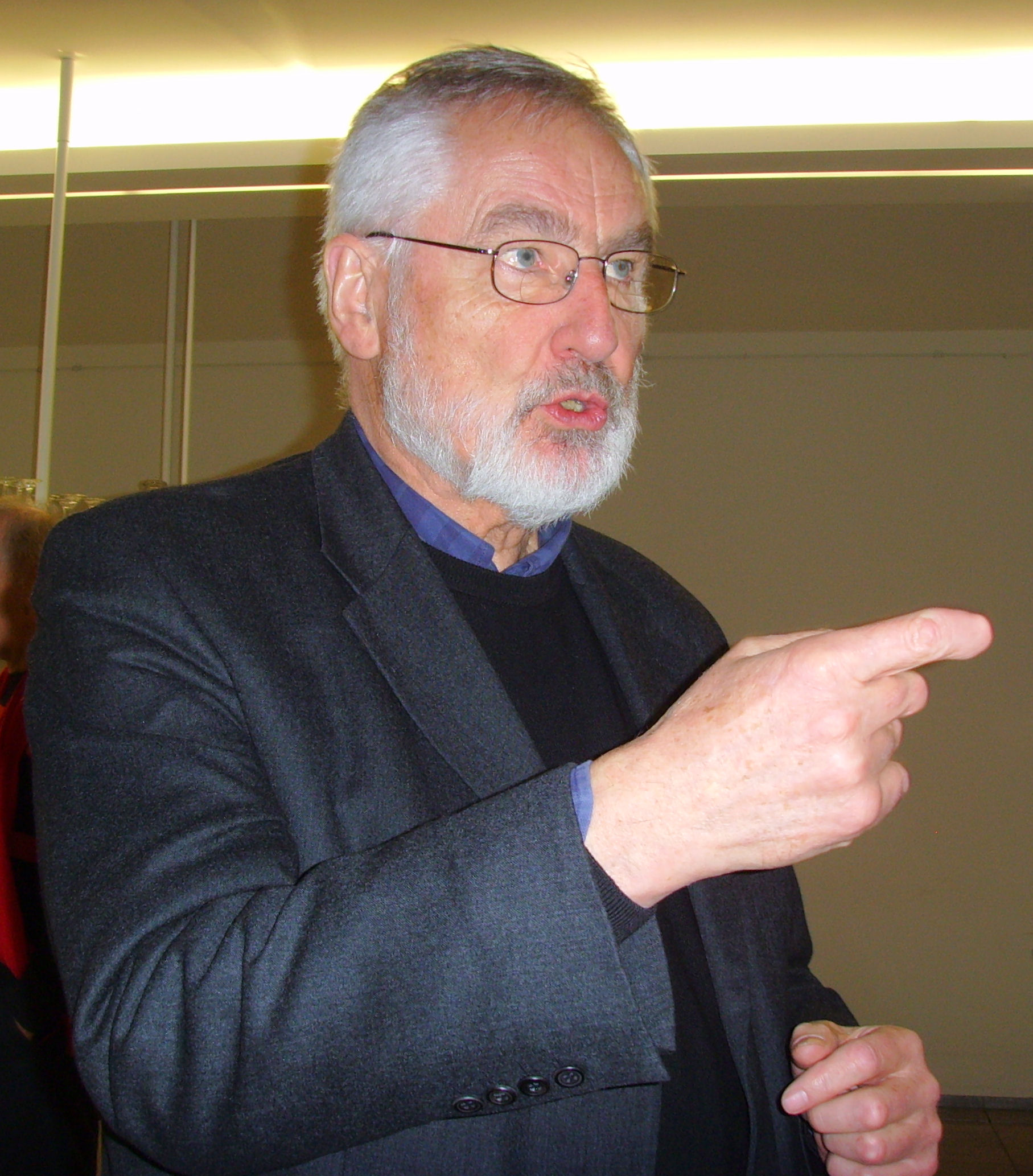
Prof. Ernst Pöppel

Ernst Pöppel (Schwessin, hoy Świeszyno, 1940) es un psicólogo y neurocientífico alemán, profesor emérito de psicología médica en la Universidad de Múnich, conocido por sus investigaciones sobre la neuropsicología de la visión y la percepción temporal. 
Estudió psicología y biología en Friburgo y Múnich antes de obtener su PhD en Innsbruck, Austria, en 1968. Realizó investigaciones sobre la percepción temporal y los ritmos circadianos, entre 1964 y 1968, en el Instituto Max Planck de Fisiología Conductual, y sobre neurofisiología de la visión en 1969-1970 en el Instituto Max Planck de Psiquiatría de Múnich. De 1971 a 1973 realizó investigaciones en el campo de la neuropsicología de la visión en el Departamento de Psicología y Ciencias del Cerebro del MIT. Al mismo tiempo, formó parte del Neuroscience Research Program (NRP). Al mismo tiempo, describió junto con Richard Held y Douglas Frost un fenómeno de la visión residual que comenzó a ser conocido como visión ciega (blindsight).
En 1976 se convirtió en profesor de psicología médica en la Universidad de Múnich. En 1977 fundó el Instituto de Psicología Médica, y se convirtió en su director, cargo que ocupó hasta 2008. En 1997 fundó, junto al neurocientífico Gerhard Neuweiler, el Zentrum Humanwissenschaftliches (HWZ, Centro de Ciencias Humanas) de la Universidad de Múnich, del cual ha sido director general desde entonces. El HWZ es una plataforma interdisciplinaria e internacional dedicada a la investigación y cuyo objeto es cerrar la brecha entre las diferentes facultades académicas y estimular su cooperación. 
El Dr. Poeppel ha recibido varios honores, como la Medalla Constitucional de Baviera, y en 1992 fue hecho miembro de Leopoldina, la Academia Nacional de las Ciencias de Alemania. También es miembro de la Academia Europea de Ciencias y Artes, de la cual ha sido decano. Como divulgador, ha tratado de llevar el conocimiento científico al público general a través de libros, artículos de lectura accesible y hasta una serie de televisión titulada "El universo mágico del cerebro". Paralelamente a su investigación sobre la visión y la percepción temporal, ha promovido la cooperación entre científicos y artistas en un campo común al que suele aludirse como “neuroestética". 